# Pierre Lepautre (1659-1744)
Pour les articles homonymes, voir Lepautre.
Ne doit pas être confondu avec Pierre Lepautre (1652-1716).
Pierre Lepautre, né à Paris le 4 mars 1659 et mort dans la même ville le 22 janvier 1744, est un sculpteur français.
Membre d'une importante famille d'artistes des XVIIe et XVIIIe siècles, il ne faut pas le confondre avec l'architecte et graveur Pierre Lepautre (1652-1716), son cousin germain.

## Biographie
Pierre Lepautre est le second fils de Jean Lepautre « le Jeune », maitre-maçon à Paris, et neveu de Jean Lepautre « l'Ainé », célèbre graveur, et d'Antoine Lepautre (ou Le Pautre), un architecte en vue du XVIIe siècle, protégé du cardinal Mazarin, célèbre pour le remarquable hôtel de Beauvais à Paris. 
Suivant les traces de son parrain le sculpteur Pierre Hutinot, Pierre Lepautre s'oriente vers les études artistiques. Élève à l'Académie royale de peinture et de sculpture, il choisit la sculpture et obtient en 1683 un premier prix de Rome pour le groupe qu'il présente : Invention des forges pour toutes sortes d'instruments, par Tubal-Caïn, ce qui lui permet d'être, jusqu'en 1701, pensionnaire de l'Académie de France à Rome.
Durant cette période, il envoie en France plusieurs de ses travaux romains, notamment Le Faune au chevreau (1685), un marbre d'une œuvre antique qui venait juste d'être découverte. De retour à Paris, il est occupé de 1705 à 1710 à 
la décoration sculptée de la chapelle du château de Versailles, sous la direction de Jules Hardouin-Mansart.
Pierre Lepautre est en son temps un sculpteur renommé. Certaines de ses œuvres, des grands marbres comme Arria et Pætus, commencé à Rome et fini à Paris, suscitèrent l'admiration par leur virtuosité. Cependant, Lepautre préfère rester fidèle à l'ancienne Académie de Saint-Luc où il occupe un poste de directeur à vie, plutôt que d'accepter les honneurs de l'Académie royale de peinture et de sculpture plus récemment créée.

## Œuvres dans les collections publiques
- Paris, musée du Louvre :
  - Faune au chevreau, 1685, groupe en marbre d'après un antique découvert en 1675[2], la statue décore le parc du château de Marly jusqu'en 1797, puis la façade du palais des Tuileries à Paris. Elle entre au musée du Louvre en 1872, restaurée en 2006, elle est désormais exposée dans la cour Marly. Une copie en résine de 2006 orne le jardin des Tuileries.
  - Arria et Pætus, 1695, groupe en marbre, commencé par Jean-Baptiste Théodon de 1685 à 1691, achevé par Lepautre de 1691 à 1695[3].
  - Énée et Anchise, 1697, groupe en marbre d'après une cire de François Girardon, 2,65 m[4] ;
  - Atalante (poursuivie par Hippomène), 1703-1705, marbre, signée : LEPAUTRE FECIT 1704[5]. Le premier des quatre coureurs du parc de Marly, elle formera pendant avec l’Hippomène de Guillaume Coustou (1712, Louvre, MR 1810), l'autre couple de coureurs étant Daphné (Guillaume Coustou, 1714, Louvre, MR 1807) poursuivie par Apollon (Nicolas Coustou, 1714, Louvre, MR 1805). Il s'agit d'une copie du marbre antique alors placé dans le parc de Marly (anciennes collections de Mazarin, puis de Louis XIV, actuellement au Louvre, département des Antiquités Grecques, Étrusques et romaines, Ma 522). Commandée par Louis XIV pour Marly (en 1703 par la direction des Bâtiments du roi, acomptes du 30 décembre 1703 au 3 mars 1705. Parfait paiement, 23 août 1705 - le piédestal est réalisé en 1705 par les ornemanistes Armand et Montéant), elle est placée en 1706 dans le bosquet du Couchant, puis avec la réalisation de l'Hippomène (1714) mise au centre d'un des bassins des Carpes où les sculptures semblent courir sur l'eau, jusqu’à la destruction du bassin en 1716. Elle reste à Marly jusqu'en 1793 (auj. copie in situ), puis brièvement à Versailles avant le jardin des Tuileries (1796-1940, copie in situ) et son entrée au musée du Louvre (1940).

Œuvres de Pierre Lepautre
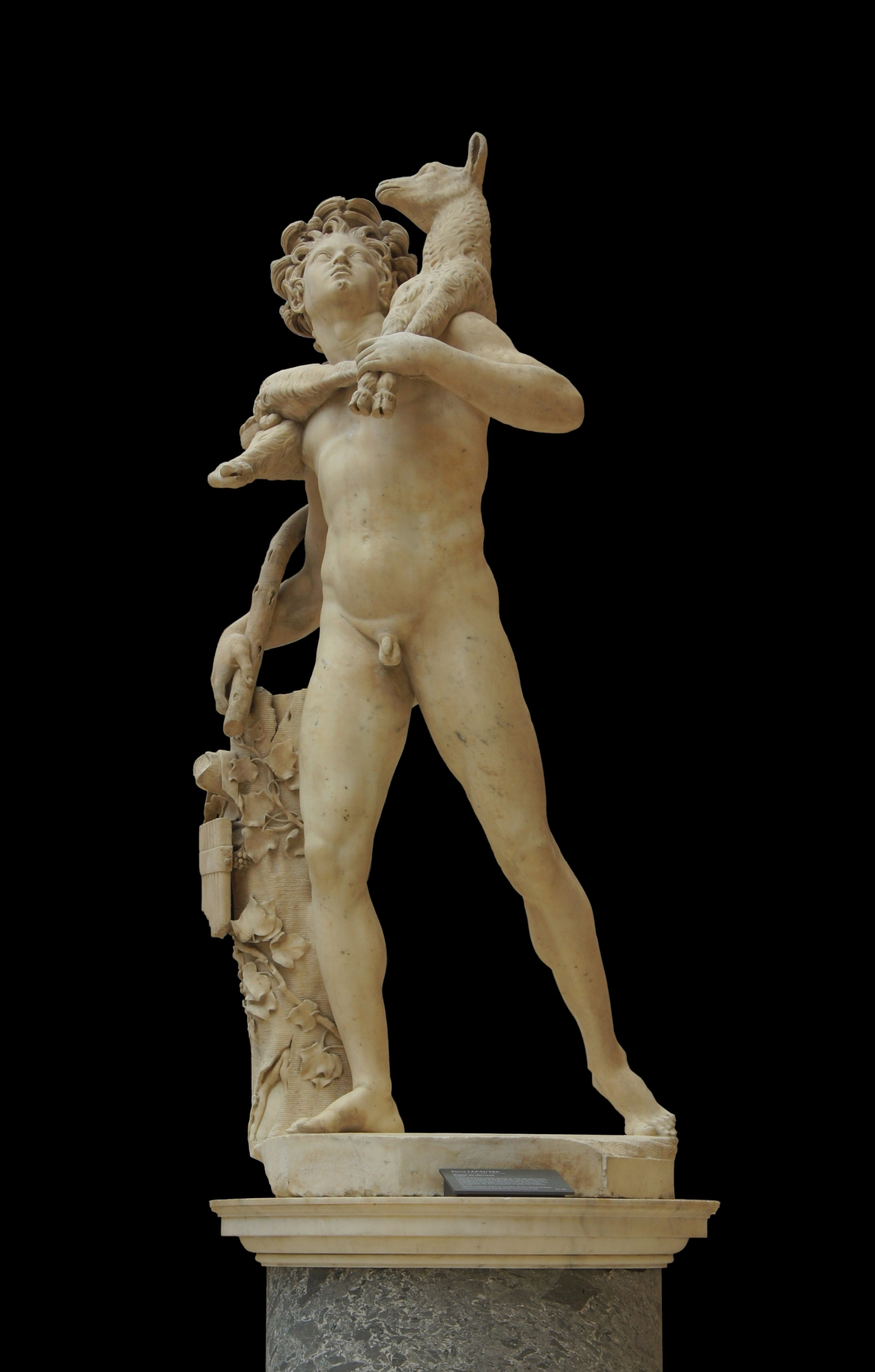
Faune au chevreau (1685), Paris, musée du Louvre.
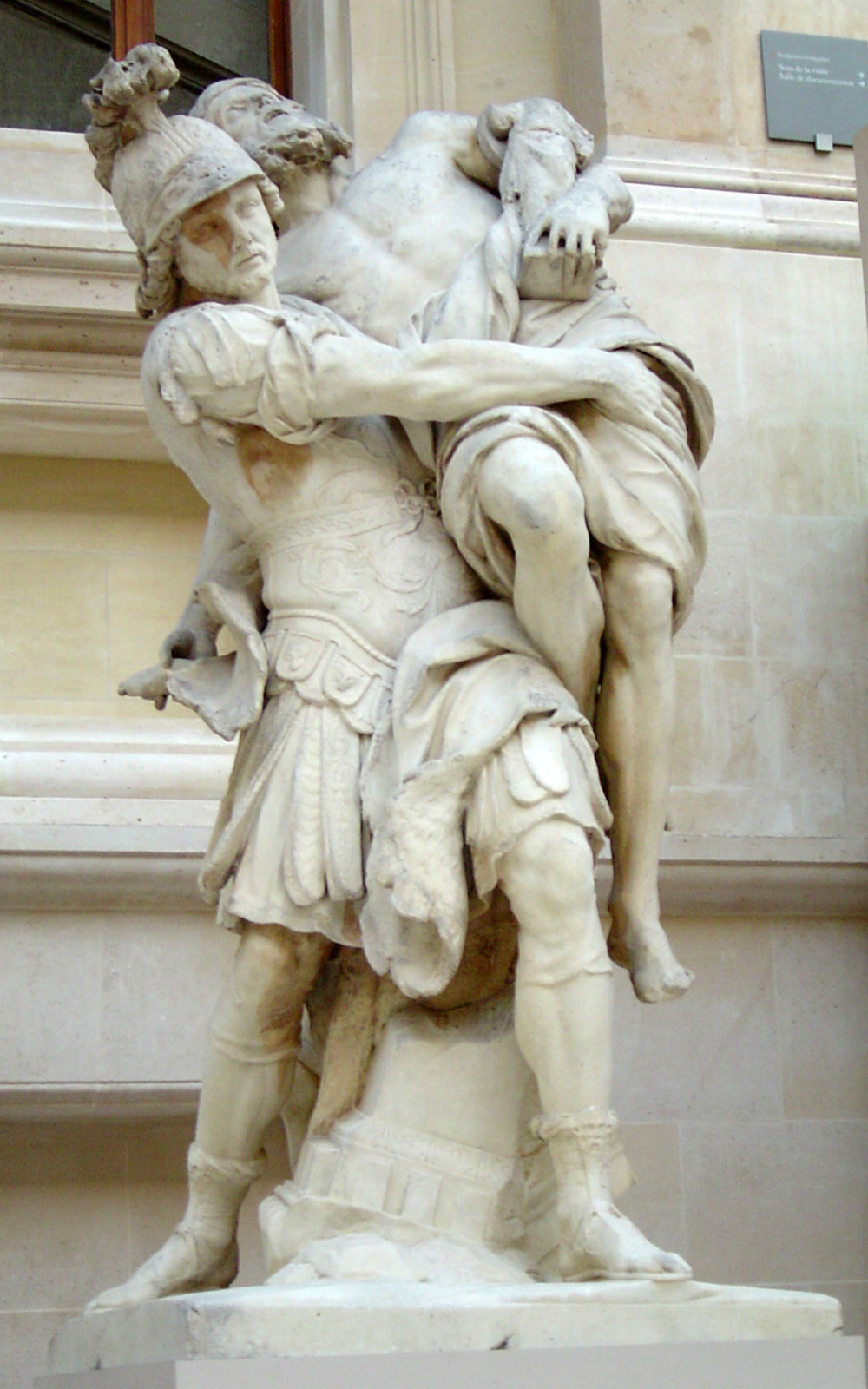
Enée et Anchise (vers 1697), Paris, musée du Louvre.
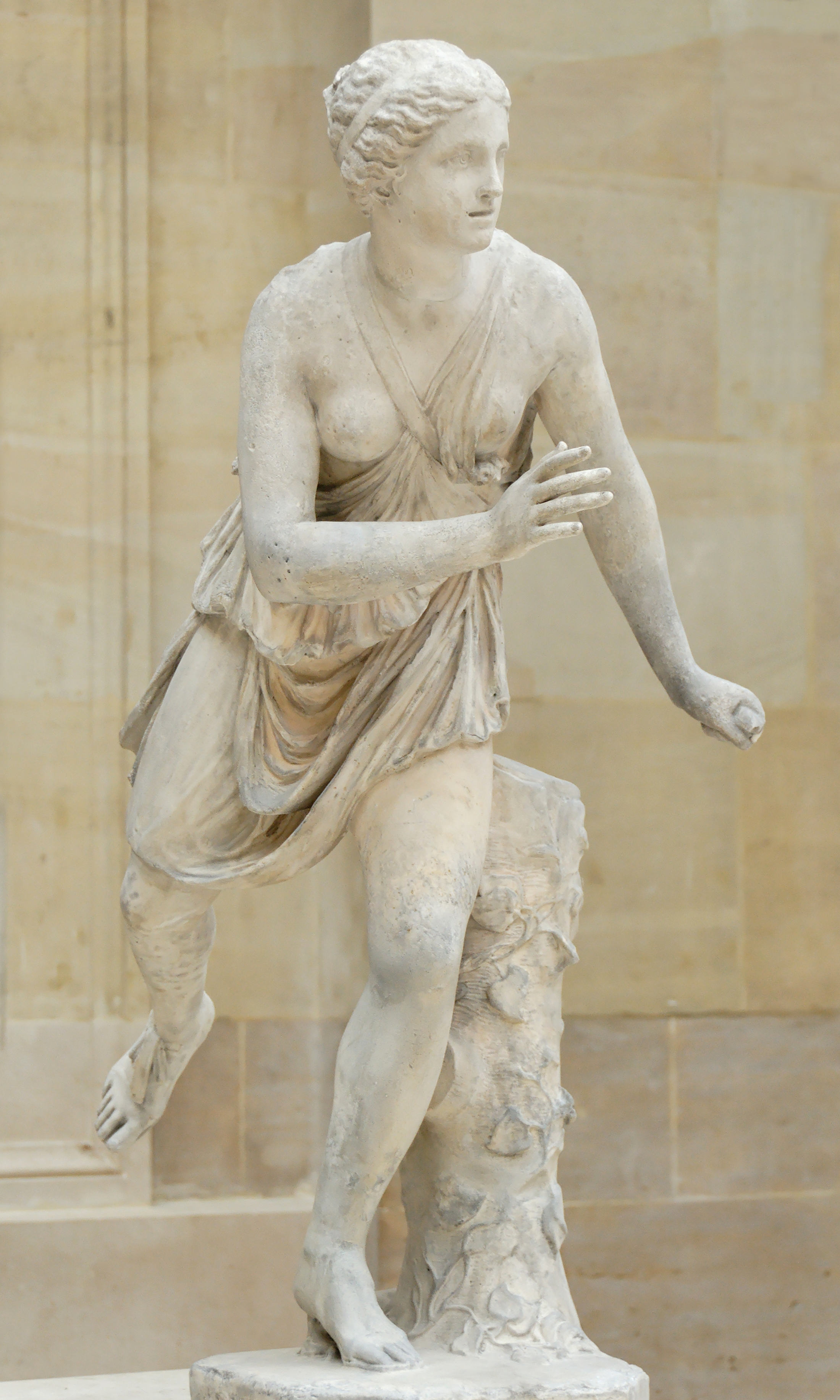
Atalante (1703-1705), Paris, musée du Louvre.